# Pásová bruska

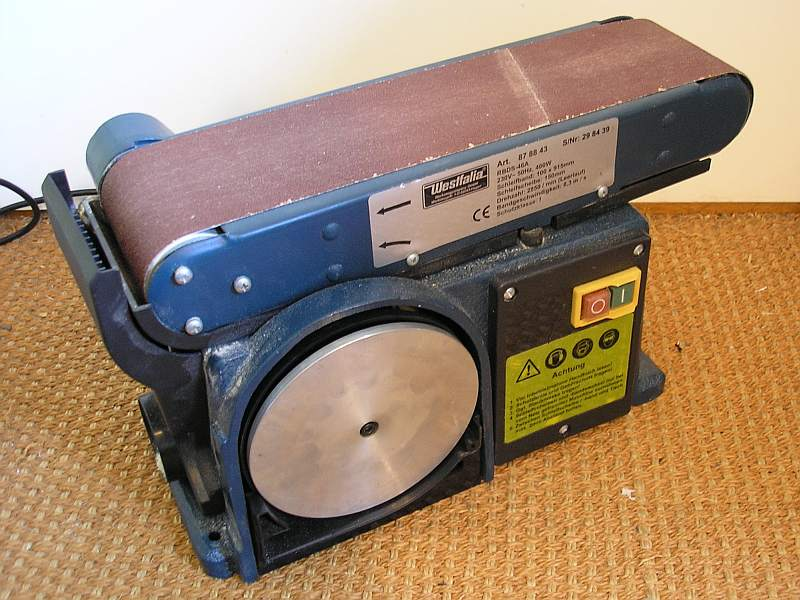
Stolní pásová bruska

Pásová bruska je dílenský obráběcí stroj (rovinná bruska) nebo ruční či stolní elektronářadí, sloužící k plošnému broušení zejména dřeva, ale i plastů a kovů.

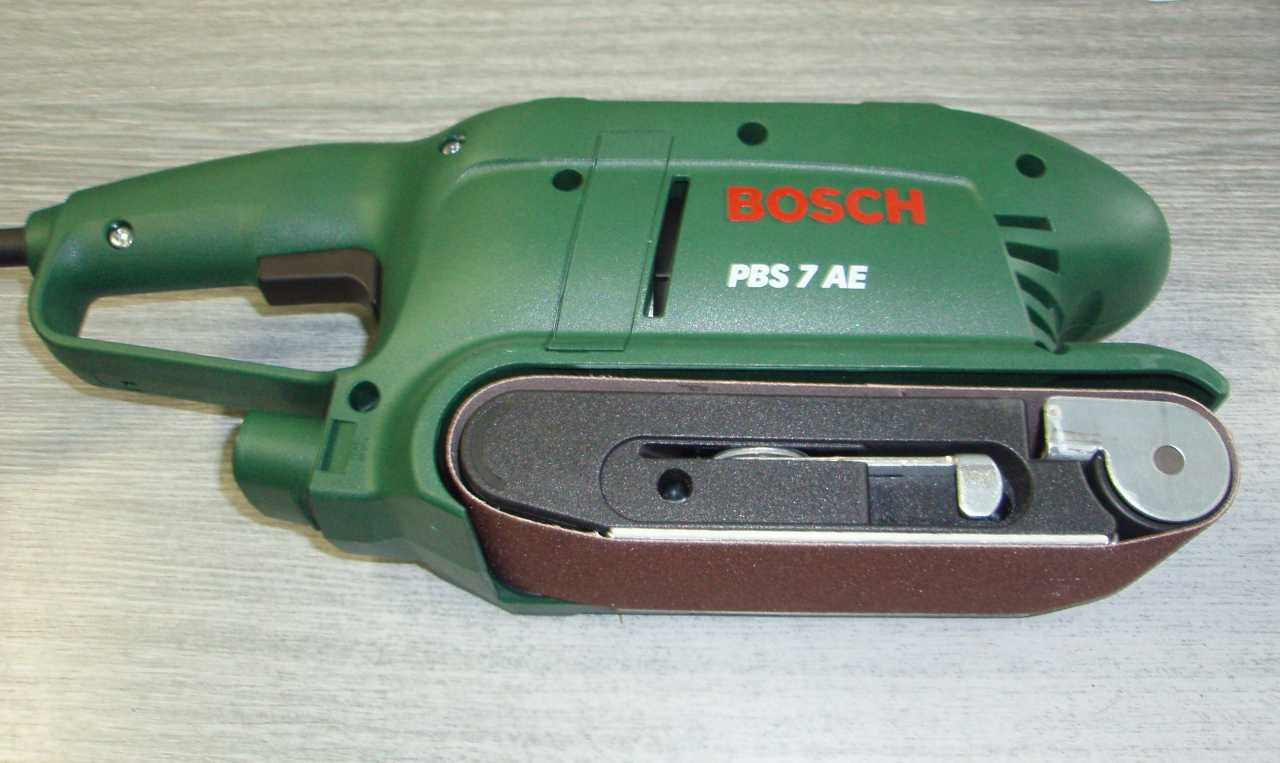
Pásová bruska Bosch PBS 7 AE

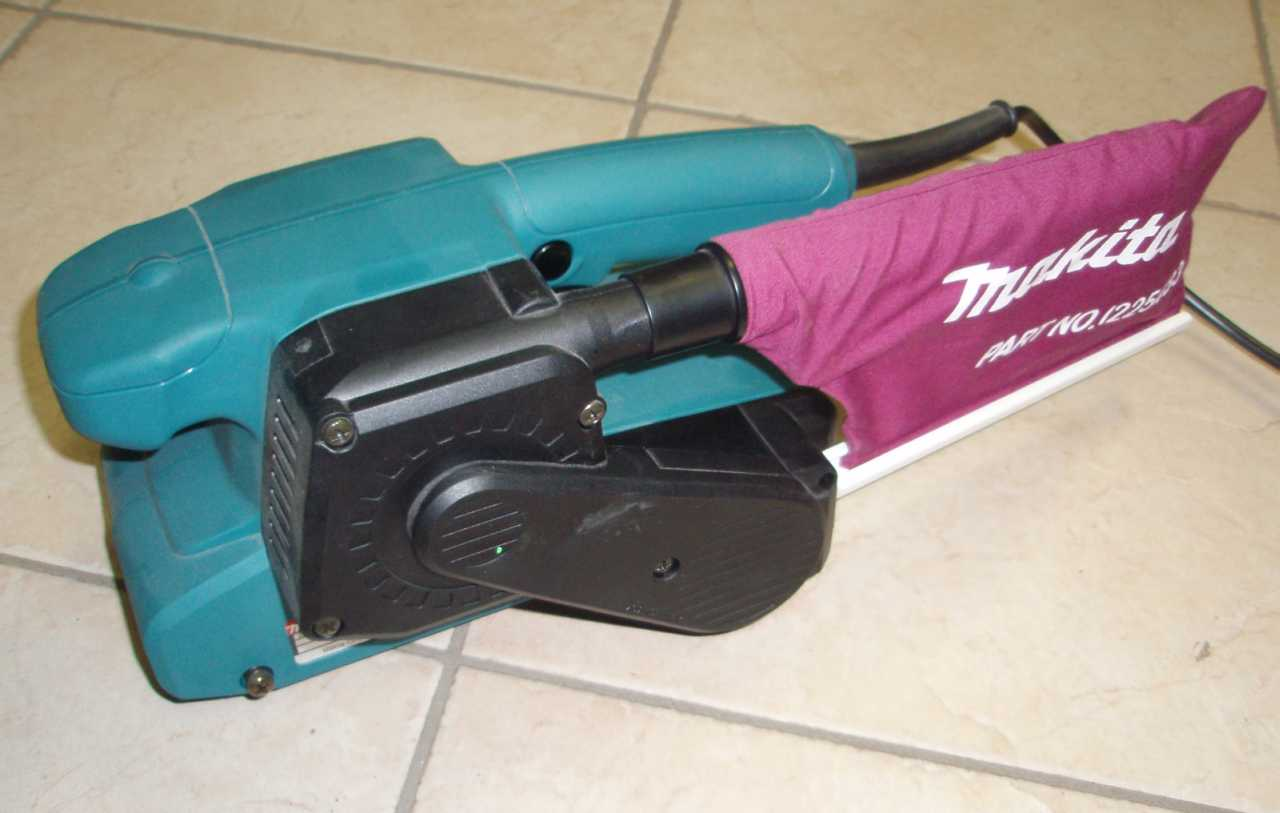
Pásová bruska Makita 9911

Pásové brusky používají „nekonečný“ brusný pás různých typizovaných šířek a zrnitostí, který je napnut mezi dvěma válci - hnacím a napínacím. Hnací válec je buď přímo, nebo klínovým řemenem spojen s motorem, napínací válec slouží k napnutí brusného pásu.
Pásová bruska je určena zejména k broušení velkých a rovných ploch, má největší brusný úběr ze všech druhů brusek. Nejčastější použití je v truhlářské výrobě. Moderní pásové brusky mají i elektronickou regulaci otáček, která je důležitá při opracovávání materiálů, které by vysoká teplota vznikající při větších rychlostech broušení mohla poškodit. Téměř všechny druhy pásových brusek mají vyřešeno zachytávání prachu. Ruční pásové brusky mají připojený textilní pytlíček na prach, který lze vysypat a znova použít, stacionární brusky je nutné připojit k odsávacímu zařízení. Provoz bez zachytávání nebo odsávání prachu se nedoporučuje.
Brusný pás se napíná většinou pomocí rychloupínací páky. Nejnovější brusky mají i elektronicky řízené centrování pásu na válci. Většina strojů se také se speciálním zařízením dá použít jako stacionární brusné zařízení.

## Dělení pásových brusek

### Dle provedení
- ruční
- stacionární

### Dle šíře brusného pásu
- úzkopásové (šíře pásu do 300 mm)
- širokopásové (šíře pásu nad 300 mm)

### Stacionární pásové brusky

#### Úzkopásová stacionární bruska
Slouží k broušení větších plošných dílců hlavně z masivního dřeva, například stolových desek. Tento druh brusky není příliš přesný - přesnost závisí hlavně na schopnostech pracovníka. Je konstruována tak, že pás obíhá ve vodorovném směru. Pod ním je umístěný výškově stavitelný stůl, se kterým lze pohybovat vodorovně kolmo na průběh pásu. Na tento stůl se umisťují obrobky. Nad spodní větví pásu je umístěna přítlačná patka, kterou lze pomocí páky ručně pohybovat v celé délce větví brusného pásu. Pomocí této patky se pás během broušení vychýlí ze své přirozené dráhy tak, aby se dotýkal obrobku. Proto je důležité, aby pás nebyl nadměrně napnut. Výška stolu při broušení se volí tak, aby byl pás asi 20 mm nad broušenou plochou. U většiny těchto brusek lze odklopit horní kryt a použít horní větev k broušení menších obrobků tyčového charakteru, například okenních hranolů, různých lišt, atd., v tomto případě je ale nutné, aby se horní větev pohybovala po tvrdé podložce (ne volně ve vzduchu).
Na těchto bruskách lze typicky brousit obrobky o rozměrech až 90-100 cm x 180-200 cm a tloušťce kolem 10 cm (například celé dveřní křídlo). Délka brusného pásu tedy bývá kolem čtyř až pěti metrů.
Některé menší úzkopásové stacionární brusky nemají spodní stůl a přítlačnou patku, čili nemají použitelnou spodní větev pásu, slouží tedy pouze k plošnému broušení menších dílců.

#### Širokopásová stacionární bruska
Někdy vzhledem k účelu nazývána egalizační, kalibrační. Slouží k přesnému broušení plošných dílců, k egalizaci DTD po tmelení povrchu před dýhováním a broušení přírodně odýhovaných DTD nebo jiných aglomerovaných materiálů. Bruska je konstruována tak, že brusný pás obíhá kolem tří válců - dva dole a jeden nahoře. mezi dolními válci je tvrdá přítlačná patka. Celá tato soustava se při broušení pootáčí - osciluje. Tím se zajistí co největší hladkost broušení - omezí se "čárky". Oscilace brusného pásu je poháněna většinou pneumaticky.
Po dolním stole se pohybuje pryžový podávací pás, který se pohybuje proti směru pohybu brusného pásu - broušení tedy probíhá nesousledně. Úběr nesmí být příliš veliký, obrobek musí mít v celé délce konstantní tloušťku. Širokopásová bruska v žádném případě nenahrazuje tloušťkovací frézku/"protahovačku". Většina širokopásových brusek se automaticky zastaví, pokud dojde k jejich přetížení.
Širokopásové brusky se běžně vyrábějí s šíří broušení od 400 mm do 1300 mm. Vzhledem k poměrně vysoké pořizovací ceně i provozním nákladům (velký elektrický příkon, pro provoz nutný kompresor) se tyto brusky používají spíše ve velkovýrobě - pořízení do malé živnostenské dílny je spíše ojedinělé.
Existují i zařízení kombinující širokopásovou brusku s tloušťkovací frézkou.